# Лопатин, Лев Михайлович
Лев Миха́йлович Лопа́тин (1 (13) июня 1855, Москва, Российская империя — 21 марта 1920, Москва, Советская Россия) — русский философ-идеалист и психолог, профессор Московского университета, многолетний председатель Московского психологического общества и редактор журнала «Вопросы философии и психологии». Ближайший, с раннего детства, друг и оппонент В. С. Соловьёва. Лопатин был создателем первой в России системы теоретической философии; своё учение, изложенное в труде «Положительные задачи философии» и множестве статей, называл «конкретным спиритуализмом».
Основные труды мыслителя посвящены вопросам теории познания, метафизики, психологии, этики и истории философии. В теории познания Лопатин выступал как сторонник рационализма, последовательный критик эмпиризма и защитник умозрения. В психологии он развивал метод самонаблюдения, обосновывал субстанциональное единство сознания и тождество личности, отстаивал творческую природу сознания и свободу воли. В метафизике философ разработал оригинальную теорию творческой причинности, с помощью которой доказывал чужую одушевлённость, существование Бога и внешнего мира; ключевой идеей лопатинского спиритуализма была внутренняя духовность всего сущего, непосредственно открывающаяся в деятельности нашего внутреннего «я». В этических работах философ критиковал мораль утилитаризма, отстаивал идеи бессмертия души и нравственного миропорядка. Историко-философские работы Лопатина посвящены древней, новой и новейшей философии; немалое значение имеют также работы, посвящённые критическому разбору трудов современников. По мнению исследователей, работы Лопатина, наряду с трудами других мыслителей, положили начало самостоятельной русской философской традиции.

## Биография

### Ранние годы
Лев Михайлович Лопатин родился 1 июня 1855 года в Москве, в семье известного судебного деятеля Михаила Николаевича Лопатина и его жены Екатерины Львовны, урождённой Чебышёвой. Отец философа, Михаил Николаевич, происходил из старинного дворянского рода Тульской губернии, известного с начала XVI века. Старший Лопатин окончил юридический факультет Московского университета и служил по судебному ведомству в различных учреждениях Москвы; в конце жизни он руководил одним из департаментов Московской судебной палаты. Он был умеренным либералом, сторонником реформ Александра II и автором публицистических статей. Сослуживцы знали его как честного, справедливого и неподкупного судью. Мать философа, Екатерина Львовна, была родной сестрой знаменитого математика П. Л. Чебышёва. У М. Н. и Е. Л. Лопатиных было пятеро детей: Николай, Лев, Александр, Владимир и Екатерина (последний сын, Михаил, умер в детском возрасте). Все дети Лопатиных стали известными творческими людьми. Старший сын, Николай Михайлович, стал известным фольклористом, собирателем и издателем русских народных песен. Младшие братья, Александр и Владимир Михайловичи, сделались судебными деятелями, а Владимир — ещё и выдающимся актёром, игравшим во МХАТе. Их сестра Екатерина Михайловна приобрела известность как писательница, писавшая под псевдонимом К. Ельцова.
Лев Михайлович был вторым сыном в семье и получил имя в честь своего деда по матери Л. П. Чебышёва. Согласно метрическим книгам, Лев был крещён 11 июня 1855 года, а его крёстным отцом был дядя-математик П. Л. Чебышёв. Детство будущего философа прошло в Москве, в доме купца Яковлева в Нащокинском переулке, где его родители снимали квартиру. Лёва рос слабым, худым, болезненным подростком; его отличительной чертой было сочетание физической беспомощности с ясным и тонким умом. В 1868 году он поступил в 3-й класс только что основанной частной гимназии Л. И. Поливанова, которую с успехом окончил в 1875 году, однако испытание на аттестат зрелости он выдержал в 3-й Московской гимназии. Выдающий педагог, Л. И. Поливанов умел привить своим ученикам интерес к литературе и искусству. Учениками поливановской гимназии был создан драматический «Шекспировский кружок», в постановках которого принимал активное участие юный Лопатин. По отзывам современников, Лев обладал незаурядным сценическим талантом: он исполнял роли Полония, Лоренцо, Мальволио, Менения Агриппы, Генриха IV, Скупого рыцаря и был особенно хорош в роли Яго. Любовь к театру философ сохранил на всю жизнь и уже на склоне лет состоял членом редакционного комитета московского Малого театра. Из других преподавателей гимназии наибольшее влияние на Лопатина оказал учитель физики и математики Н. И. Шишкин. Сам оригинальный мыслитель, Шишкин умел ясно и просто объяснять самые сложные научные проблемы; от него Лопатин усвоил любовь к точным наукам.

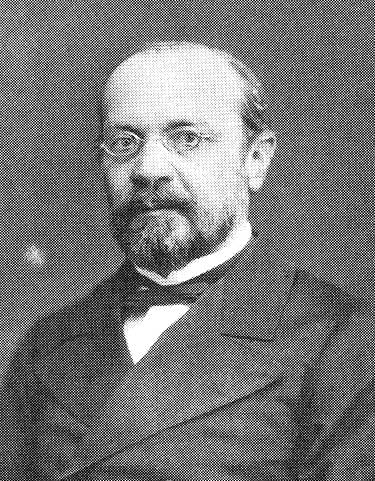
Михаил Николаевич Лопатин, отец философа

В 1872 году семья Лопатиных поселилась в собственном двухэтажном доме на углу Хрущёвского и Гагаринского переулков. Дом этот приобрёл в Москве большую известность благодаря происходившим в нём частным собраниям, так называемым лопатинским «средам». Глава семьи, М. Н. Лопатин, поддерживал дружеские отношения со многими выдающимися людьми своего времени. Каждую среду по вечерам в его доме собирались на ужин представители научной и творческой интеллигенции: профессора, литераторы, актёры, судебные и общественные деятели. Сюда приходили обменяться новостями, мнениями, послушать новые литературные и музыкальные произведения, поспорить на научные и общественно-политические темы. Здесь можно было встретить таких людей, как С. М. Соловьёв, И. Е. Забелин, И. С. Аксаков, Д. Ф. Самарин, А. Ф. Писемский, А. И. Кошелёв, Н. П. Гиляров-Платонов, С. А. Юрьев, Л. И. Поливанов, В. И. Герье, В. О. Ключевский, А. А. Фет, Ф. И. Тютчев, Л. Н. Толстой и многих других. Собрания эти имели большое влияние на детей М. Н. Лопатина, в особенности на Льва. В этой старомосковской, славянофильской среде происходило становление его взглядов и жизненных идеалов. Особенно много дало юному Лопатину общение с С. А. Юрьевым, в беседах с которым он почерпнул свои первые философские уроки.

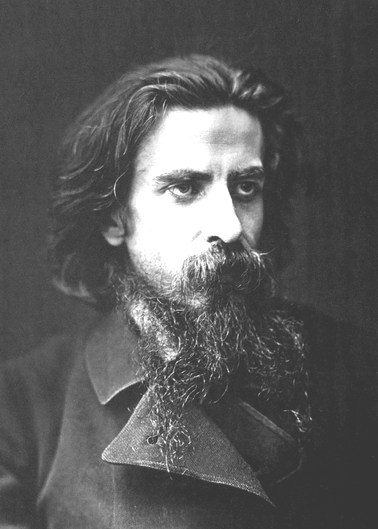
Владимир Соловьёв

Огромное влияние на судьбу Лопатина оказала его дружба с Владимиром Соловьёвым. Семьи их отцов, М. Н. Лопатина и С. М. Соловьёва, жили по соседству и поддерживали близкие отношения, а летом вместе отдыхали в подмосковной усадьбе Покровское-Стрешнево. Лев познакомился с Владимиром, когда первому было 7, а второму 9 лет. Впоследствии философы вспоминали, как подростками устраивали развлечения в парке Покровского-Стрешнева, изображая привидений и пугая местных жителей. Лопатин и Соловьёв рано начали интересоваться философскими вопросами, и их умственное развитие шло параллельно. Лопатин вспоминал, что когда ему было 12 лет, Соловьёв, бывший в ту пору материалистом, «до основания потряс» его детские верования. С этого времени он стал мучительно вырабатывать собственное мировоззрение в постоянной борьбе с Соловьёвым. Взгляды юного Соловьёва переживали быструю эволюцию: после увлечения материализмом тот стал последователем Шопенгауэра, а затем возвратился к христианской церковной вере. По воспоминаниям Лопатина, к своим 15 годам он сошёлся с Соловьёвым на философском идеализме, а в 17 лет стал его полным единомышленником. Однако в дальнейшем их философские пути разошлись: несмотря на влияние Соловьёва, Лопатин не стал его последователем и выработал своё собственное учение, которое отстаивал до конца жизни. Дружба двух философов сохранялась, однако, неизменной; Лопатину посвящены многие стихотворения Соловьёва.

### В Московском университете

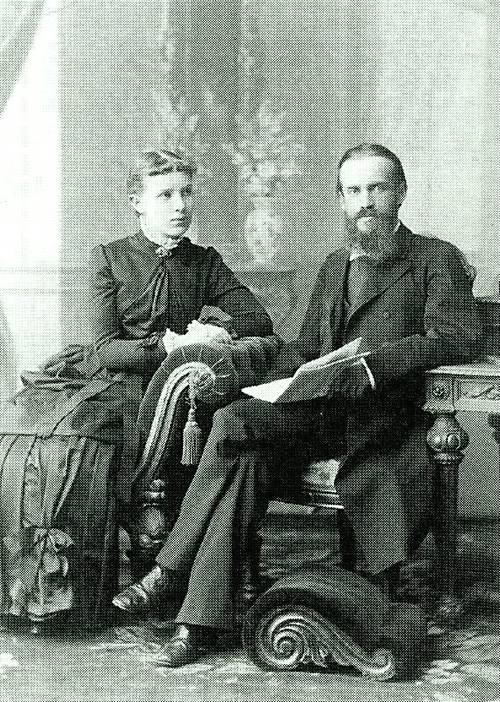
Лев Лопатин со своей сестрой Екатериной. 1880-е гг.

По окончании гимназии в 1875 году Лопатин поступил учиться на историко-филологический факультет Московского университета. В том году, после смерти П. Д. Юркевича, философскую кафедру в университете заняли двое: молодой, только что защитивший магистерскую диссертацию В. С. Соловьёв и прибывший из Варшавы профессор М. М. Троицкий. Соловьёв, однако, вскоре покинул университет, и единственным представителем философии на кафедре остался профессор Троицкий. Троицкий был позитивистом, последователем английского эмпиризма в духе Дж. С. Милля и Г. Спенсера и отрицательно относился ко всякой метафизике. Лопатин, взгляды которого к тому времени уже сложились, не встретил у него никакого сочувствия. В 1879 году Лопатин окончил университет со степенью кандидата и выразил желание продолжить научную деятельность; однако Троицкий воспротивился оставлению его на кафедре, и Лев Михайлович был вынужден искать себе другую работу. Одно время он преподавал русский язык в реальном училище (в 1879/80 уч. году), а затем устроился преподавателем литературы и истории в родной гимназии Л. И. Поливанова и в женской гимназии С. А. Арсеньевой. Связь с этими учебными заведениями философ сохранил до конца жизни. В 1880 году Лопатин в качестве помощника Поливанова принял участие в организации торжеств по случаю открытия памятника А. С. Пушкину; здесь он познакомился с писателем Ф. М. Достоевским, который в письме к жене характеризовал его как «человека чрезвычайно умного, весьма мыслящего, чрезвычайно порядочного и в высшей степени моих убеждений».

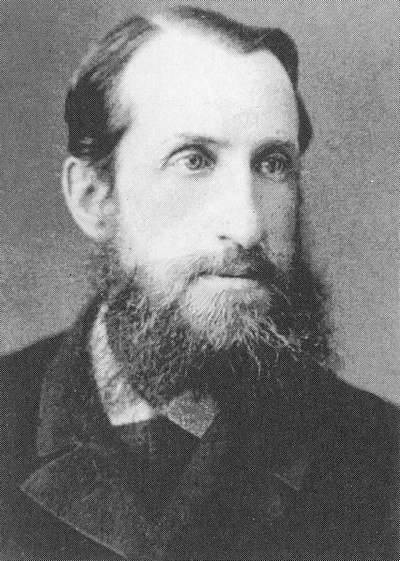
Владимир Герье

В 1881 году, по приглашению В. И. Герье, Лопатин начал преподавать на историко-философском факультете Высших женских курсов. В эти годы началась его литературная деятельность: в 1881 в «Русской мысли» была напечатана его первая статья «Опытное знание и философия», а в 1883-м — статья «Вера и знание». Обе статьи впоследствии вошли в состав 1-го тома его основного труда «Положительные задачи философии». Вскоре, по настоянию и протекции В. И. Герье, Лопатину удалось вернуться в Московский университет. В 1884 году он успешно сдал магистерский экзамен, а в следующем году, прочитав пробные лекции по теории причинности Канта, приступил к преподаванию в качестве приват-доцента. Весной 1886 года он защитил магистерскую диссертацию, текст которой, под заглавием «Область умозрительных вопросов», был опубликован в том же году в качестве 1-го тома «Положительных задач философии». На защите диссертации против Лопатина выступил профессор Троицкий, однако благоволивший диссертанту декан факультета так искусно прочёл его язвительный отзыв, что никто не заметил его язвительности. В том же году Троицкий ушёл в отставку, и философскую кафедру занял прибывший из Новороссийска профессор Н. Я. Грот. С Гротом у Лопатина установились дружеские отношения, и его дальнейший профессиональный рост не встречал никаких препятствий. В 1891 году он успешно защитил докторскую диссертацию на тему «Закон причинной связи, как основа умозрительного знания действительности», и в том же году опубликовал её в качестве 2-го тома «Положительных задач философии». С 1892 года Лопатин — экстраординарный, а с 1897-го — ординарный профессор Московского университета. Заслуженный профессор Московского университета (1910). Вся дальнейшая жизнь Лопатина была связана с Московским университетом, в стенах которого он проработал в общей сложности 35 лет — больше, чем кто-либо другой из дореволюционных преподавателей философии. Одновременно он продолжал читать лекции в двух гимназиях и на Высших женских курсах.
За годы своей преподавательской деятельности Лопатин прочёл множество лекционных курсов, часть из которых была опубликована в виде отдельных изданий. Сюда относятся, прежде всего, курсы по истории древней и новой философии, выходившие в виде литографированных изданий в разные годы. Многочисленные издания этих курсов свидетельствуют о постоянной творческой переработке, которой подвергал их автор. Философ также читал курсы по античной культуре, о Платоне и Аристотеле, спецкурсы «Европейская философия в текущем столетии», «Философия Канта», «Этика», курс «Основные проблемы познания»; в 1894 году он начал читать новый курс «Введение в философию», а с 1899 года — курс психологии. По воспоминаниям слушателей, лекции Лопатина погружали в живую стихию философского творчества и приучали студентов к самостоятельной мысли. Особенное впечатление производил его курс «Введение в психологию». Так, философ и богослов Н. С. Арсеньев вспоминал: 

«Убедительно, ясно, с сильной аргументацией и — вдохновенно — он говорил о правах духа, о реальности, исконной решающей реальности духа. В мысленном общении с Лопатиным на этих лекциях молодой человек входил в общение со страстным и добросовестным и глубоко убедительным для мысли и захватывающим по силе нравственного подъёма свидетельством о подлинном существовании духовного мира».— Н. С. Арсеньев. Дары и встречи жизненного пути.
 Впрочем, не у всех студентов курсы философа пользовались популярностью: многие находили их скучными, а некоторые считали, что печатные издания Лопатина производят большее впечатление, чем его лекции. За долгие годы преподавания его курсы прослушали тысячи студентов, многие из которых стали впоследствии крупными мыслителями; среди них были, например, философы П. А. Флоренский, В. Ф. Эрн, В. П. Свенцицкий, Г. Г. Шпет, А. Ф. Лосев, психолог П. П. Блонский, поэты В. Я. Брюсов и А. Белый и многие другие. Несмотря на это, Лопатину не удалось создать своей философской школы, и только в конце жизни у него появилось несколько учеников, в частности, сын его друга-профессора А. И. Огнёв и известный впоследствии как литературовед П. С. Попов.

### В Московском психологическом обществе

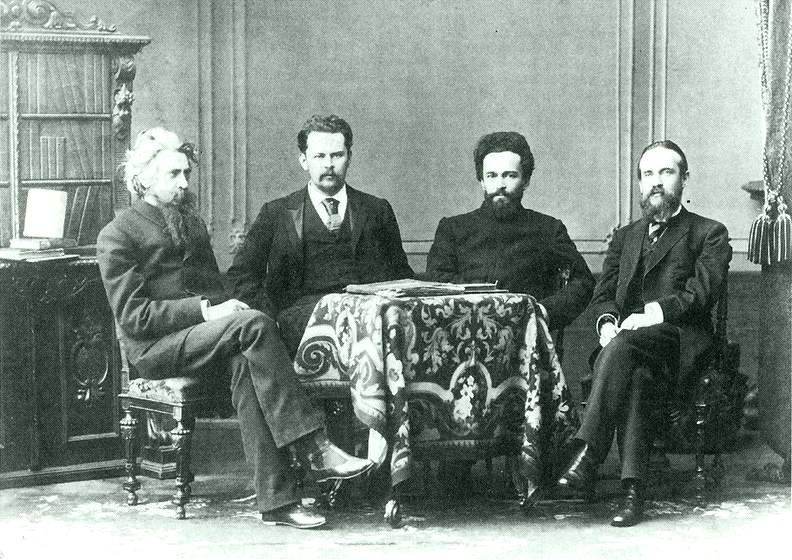
Редакция журнала «Вопросы философии и психологии», В. С. Соловьёв, С. Н. Трубецкой, Н. Я. Грот и Л. М. Лопатин. 1893 г.

В 1885 году при Московском университете было создано Психологическое общество, объединившее в своих рядах множество философов, психологов и представителей других наук. Общество было задумано не только как психологическое, но и как философское; инициатором его создания и первым председателем выступил профессор М. М. Троицкий. Согласно уставу, Общество имело целью разработку и распространение психологических знаний; оно имело свой печатный орган («Труды Московского Психологического Общества», выходивший раз в несколько лет), и осуществляло научные переводы. С самого момента создания Общества Лопатин принял живое участие в его деятельности; он неизменно присутствовал на его заседаниях, выступал с докладами, участвовал в прениях. В 1887 году, после отставки Троицкого, новым председателем Общества стал профессор Н. Я. Грот. С приходом Грота деятельность Общества приняла более широкий характер: в 1889 году по его инициативе Общество стало издавать журнал «Вопросы философии и психологии», выходивший с периодичностью 4—6 раз в год. В короткое время «Вопросы философии и психологии» стали крупнейшим российским философским журналом и объединяющим центром русской философской мысли. Грот обладал способностью сдруживать между собой людей разных убеждений; под его руководством Психологическое Общество превратилось в тесный кружок объединённых общими целями людей. По свидетельству Лопатина, в период председательства Грота Психологическое общество стало одним из популярнейших центров российского просвещения.

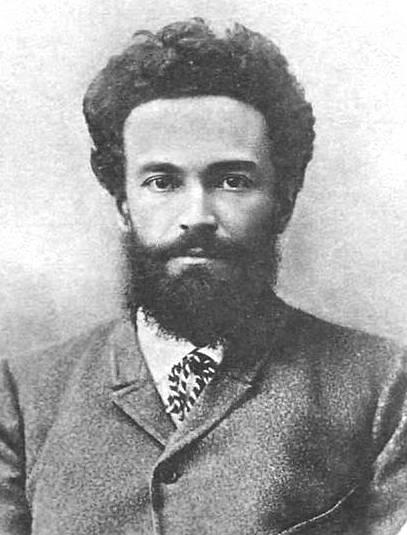
Николай Грот

С конца 1880-х годов жизнь Лопатина была тесно связана с деятельностью Психологического общества. Статьи Лопатина публиковались в «Трудах Московского Психологического Общества», а с появлением журнала «Вопросы философии и психологии» он стал одним из его основных авторов. Уже в 1890 году в журнале был опубликован цикл его статей по нравственной философии, в которых автор сформулировал свои этические взгляды. Затем, на протяжении 1890-х и начала 1900-х годов, философ помещал в журнале статьи по вопросам психологии, лёгшие в основу его курса психологии, читанного на Высших женских курсах и опубликованного в виде литографированного издания в 1903 году. Наконец, с начала 1900-х годов Лопатин начал печатать в журнале статьи общефилософского содержания, развивавшие идеи его основного труда — «Положительные задачи философии». К этому следует добавить опубликованные в разные годы статьи-некрологи и статьи, посвящённые характеристикам мыслителей прошлого. Статьи этого цикла были изданы в 1911 году отдельной книгой «Философские характеристики и речи». Всего за годы своего сотрудничества с журналом «Вопросы философии и психологии» Лопатин опубликовал в нём более 50 статей. С 1894 года он принимал участие в редактировании журнала, а в 1896 году, во время болезни Грота, стал одним из его соредакторов.

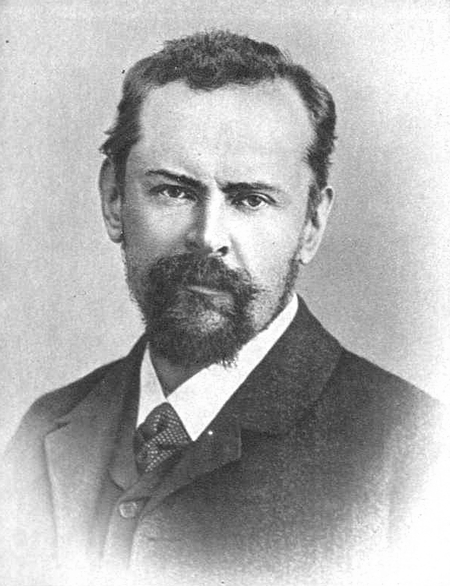
Сергей Трубецкой

В 1899 году, после смерти Н. Я. Грота, Лопатин был избран новым председателем Психологического общества и с этого момента возглавлял Общество вплоть до собственной смерти в 1920 году. Одновременно он продолжал редактировать журнал «Вопросы философии и психологии», сначала вместе с В. П. Преображенским, а после смерти последнего — вместе с князем С. Н. Трубецким. Князь С. Н. Трубецкой был одним из ближайших друзей Лопатина; в 1902 году он организовал при Московском университете студенческое Историко-философское общество, к работе в котором был приглашён и Лопатин, возглавивший в нём философскую секцию. Однако в сентябре 1905 года Трубецкой, избранный ректором Московского университета, скончался от апоплексического удара. После его смерти руководство журналом «Вопросы философии и психологии» целиком перешло в руки Лопатина, который оставался его единоличным редактором вплоть до закрытия издания в 1918 году. На рубеже XIX—XX веков Психологическое общество понесло ряд значительных потерь: один за другим скончались его деятельные члены М. М. Троицкий, Н. Я. Грот, В. П. Преображенский, С. С. Корсаков, В. С. Соловьёв, А. А. Токарский, Н. В. Бугаев, С. Н. Трубецкой, что не могло не сказаться на качестве его работы. Негативно отразились на работе Общества и революционные события 1905—1906 годов. Несмотря на это, к началу 1910-х годов Обществу удалось выйти из кризиса; журнал «Вопросы философии и психологии» продолжал издаваться большими тиражами и знакомить читателя с новейшими философскими идеями. К этому времени Лопатин, сосредоточивший в своих руках пост председателя Общества и редактора журнала, стал главным представителем философии в Москве.

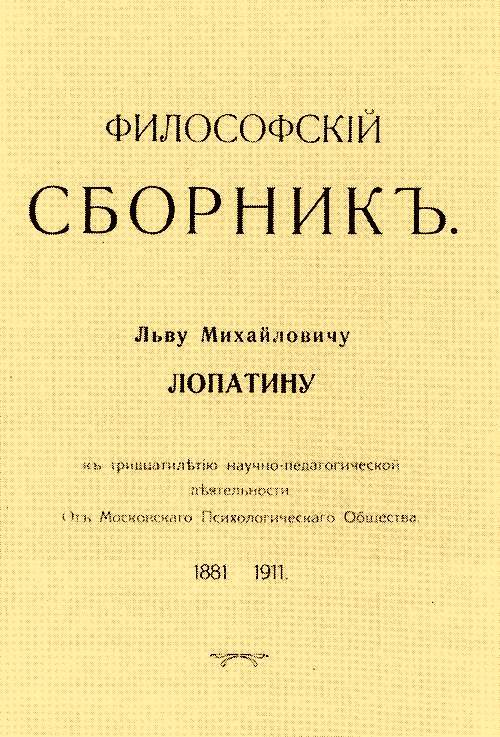
Философский сборник к юбилею Л. М. Лопатина

В 1911 году Психологическое общество торжественно отпраздновало 30-летний юбилей научной деятельности Лопатина. На состоявшемся 11 декабря торжественном заседании присутствовали представители почти всех учёных, просветительных и литературных обществ Москвы. Были зачитаны приветственные адреса от Московского Психологического общества, Московского университета, Московских высших женских курсов, Общества любителей российской словесности, Московских обществ: испытателей природы, невропатологов и психиатров, математического, юридического, религиозно-философского, Московского литературно-художественного кружка, женской гимназии С. А. Арсеньевой и мужской гимназии Л. И. Поливанова, а также от товарищей по факультету, слушателей и слушательниц. С речами выступали профессора Г. И. Челпанов, П. И. Новгородцев, В. М. Хвостов и другие. В выступлениях Лопатин назывался «одним из самых значительных представителей философской мысли в России», «выдающимся национальным мыслителем» и «рыцарем философии». Указывалось, что он был одним из творцов русской идеалистической философии, заложил прочный фундамент философской психологии и способствовал развитию русского философского языка. О трудах Лопатина говорилось как о «живом и блестящем обнаружении самостоятельной русской мысли», а о его юбилее — как о «празднике русской философии». Философ был тронут высокой оценкой своих трудов и в ответном слове признался, что никогда не рассчитывал на прижизненное торжество своих идей и работал главным образом для будущих поколений. К юбилею был издан посвящённый Лопатину «Философский сборник»; был переиздан первый том его «Положительных задач философии» и опубликован сборник статей «Философские характеристики и речи».

### Последние годы жизни и смерть

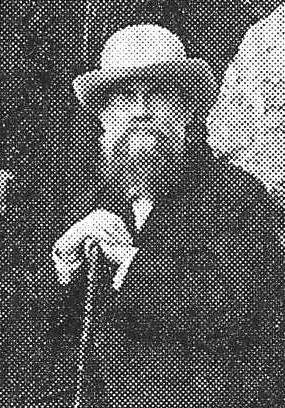
Л. М. Лопатин, XX век

Жизнь Лопатина была типичной жизнью философа: небогатая внешними событиями, она была наполнена преимущественно внутренней умственной работой. Философ никогда не женился и всю жизнь провёл холостяком. Жил он всегда в одном и том же доме — в родительском особняке в Гагаринском переулке, из которого никогда не переезжал и в котором умер. В самом доме он занимал комнату на верхнем этаже — так называемую «детскую», потолок в которой был столь низким, что В. С. Соловьёв, входя, должен был нагибаться, чтобы не удариться головой о притолоку. Рассказывали, что когда Лопатины поселились в этом доме, Лев Михайлович, осмотрев комнату, сказал: «Ну, до весны как-нибудь дотяну», — да так и остался в ней на всю жизнь. Умерли отец и мать философа, сестра продала дом, но Лев Михайлович всё-таки выхлопотал у новых хозяев свою комнату, не зная, куда и как из неё можно переселиться. Образ жизни философа на протяжении многих лет также оставался неизменным: работал он по ночам, днём спал, а вставал во второй половине дня, из-за чего постоянно опаздывал на разные заседания. Опаздывал он также на лекции, которые читал, и уроки, которые вёл, и эта привычка была предметом добродушных шуток его сослуживцев. По вечерам Лев Михайлович ездил на частные собрания, так называемые журфиксы, или просто в гости, где просиживал за беседой и чашкой чая до глубокой ночи. Здесь он нередко рассказывал свои страшные рассказы, на которые был большой мастер. Летом он обычно уезжал за границу или на Кавказ, чаще всего в Ессентуки, либо гостил на даче у кого-либо из своих друзей.

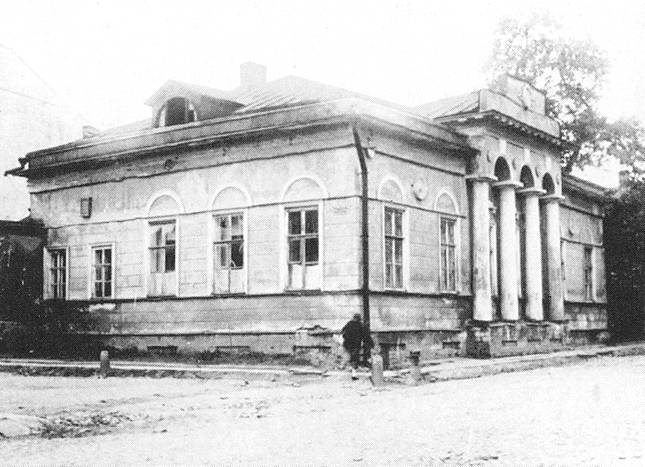
Дом Лопатина в Москве

В своей деятельности в Психологическом обществе и журнале «Вопросы философии и психологии» Лев Михайлович также любил привычную неизменность. Он председательствовал на заседаниях, выступал в прениях, просматривал поступившие в журнал рукописи, давал на них свои меткие отзывы. Всю техническую редакторскую работу осуществляла его помощница, вдова историка М. С. Корелина, секретарь журнала Н. П. Корелина. Как руководитель Лопатин был весьма консервативен: он не любил новшеств и старался избегать всего, что требовало от него больших затрат энергии. Когда в Москву задумал приехать известный французский философ А. Бергсон, Лопатин воспротивился его приезду, так как не желал брать на себя связанные с его приёмом хлопоты. За это на него очень досадовали коллеги и знакомые. Лопатин негативно относился к новейшим течениям в философии и не хотел изучать труды новых европейских авторов, убеждённый в том, что старые всё равно лучше. «Старинный — значит, хороший труд», — любил говорить Лев Михайлович. В особенности не любил он распространившиеся в начале XX века школы неокантианцев — Г. Когена, Г. Риккерта и П. Г. Наторпа, учения которых казались ему тёмными и непонятными. Когда группа молодых неокантианцев решила издавать в России философский журнал «Логос», Лопатин отказал им в какой-либо поддержке, и журнал начал выходить без его участия. В то же время Лопатин очень чутко реагировал на те новые направления в философии, которые были созвучны его собственным идеям. Он, в частности, одним из первых высоко оценил прагматизм В. Джеймса, защищавшего дорогие ему идеи существования Бога и свободы воли.
12(25) января 1917 года, в Татьянин день, Лопатин выступил на торжественном заседании Московского университета с актовой речью «Неотложные задачи современной мысли». В своей речи он указал на кризис европейской культуры, дал краткое изложение своей философской системы и особо остановился на вопросах о происхождении зла и бессмертии души. По существу, Лопатин подводил итоги своей философской деятельности и указывал новые пути развития философии. Речь Лопатина, изданная в виде отдельной брошюры, произвела большое впечатление и вызвала множество откликов. По словам С. А. Аскольдова, она стала «лебединой песнью» философа.

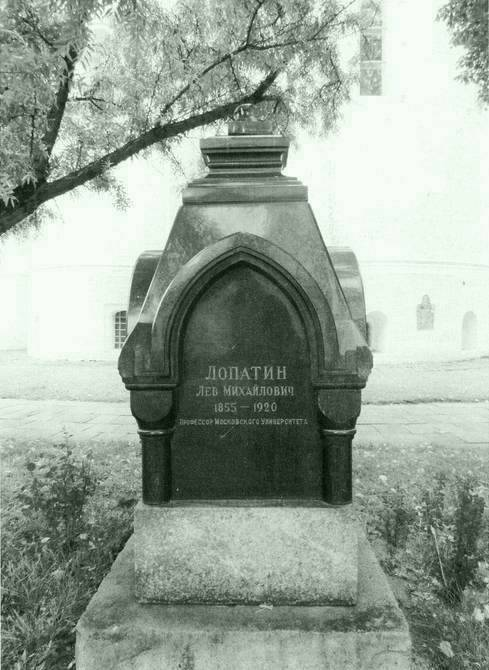
Могила Лопатина в Новодевичьем монастыре

В 1917 году привычный образ жизни философа был разрушен сперва Февральской, а затем Октябрьской революцией. Общественно-политические потрясения, пережитые страной, сказались и на научном мире. В 1918 году перестал издаваться журнал «Вопросы философии и психологии». Психологическое общество переживало кризис и работало с перебоями. Многие члены Общества, преследуемые большевиками, оказались в Белом движении или в эмиграции; в Москве царили голод и разруха. Слабый здоровьем, Лев Михайлович с трудом справлялся с тяжёлыми условиям жизни. В этот момент философ ощутил в себе призвание бороться за поднятие религиозного уровня русского общества. В 1918 году он выступил с «Тезисами о создании Всемирного Союза Возрождения Христианства», сохранившимися в бумагах о. Павла Флоренского. В этих тезисах говорилось о необходимости объединения христиан всех исповеданий «для борьбы с религиозным неверием и грубым поклонением материальной культуре и с их практическими последствиями в жизни политической, общественной, экономической и во всём строе и укладе жизни отдельных лиц». В последние месяцы жизни философ был бодр и с оптимизмом смотрел в будущее; своим знакомым он говорил, что человек не умрёт, пока не совершит на земле своей миссии. В ноябре 1919 года Лопатин писал Н. П. Корелиной: «Я убеждён, что всё происходящее нужно, что оно представляет болезненный и мучительный процесс возрождения человечества (да, человечества, а не одной России) от задавившей его всяческой неправды и что приведёт он к хорошему, светлому и совсем новому». Однако физические силы философа слабели; в марте 1920 года он заболел гриппом, осложнившимся воспалением лёгких, и 21 марта тихо скончался в своей комнате в присутствии немногочисленных учеников и знакомых. По воспоминаниям А. И. Огнёва, последними словами философа были: «Там всё поймём».
Философ был похоронен на территории Новодевичьего монастыря рядом с могилой брата и недалеко от могилы В. С. Соловьёва. Ему были посвящены несколько некрологов и вышедшая в 1922 году книга А. И. Огнёва «Лев Михайлович Лопатин».

## Личность философа

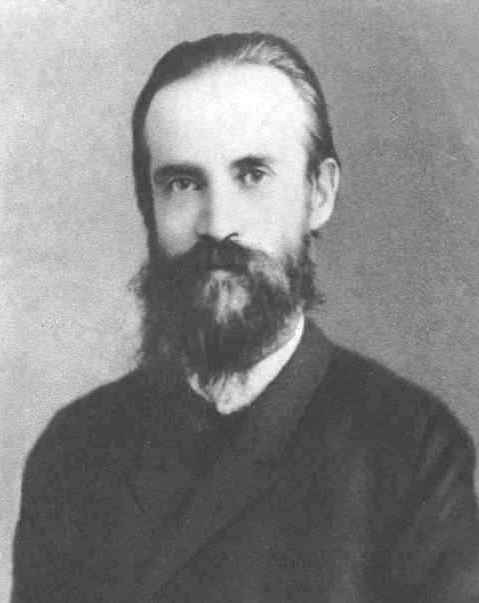
Лев Лопатин, XIX век

По мнению современников, характерной особенностью Лопатина было сочетание физической немощи и духовной мощи. Небольшого роста, худощавый, тщедушный, с тонкими конечностями и слабыми мышцами, он не был приспособленным к какой-либо физической деятельности. В его фигуре,жестах, походке было что-то беспомощное и детское; ходил он ссутулившись и никогда не выпрямляясь во весь рост. Здоровье философа также было неважным: он часто болел и очень боялся простуды, из-за чего в любую погоду тепло одевался; зимой он так кутался, что из-под барашковой шапки были видны только глаза, а всё лицо было обмотано длинным вязаным шарфом. Рассказывали также, что летом он ходил в тёплых зимних галошах, из-за чего слыл большим чудаком и оригиналом. В практических делах он не разбирался и постоянно нуждался в чьей-либо помощи. При нём до конца жизни состоял его старый слуга Сергей, нанятый ещё его родителями и выполнявший при философе роль своего рода няньки. По рассказам, у Лопатина было приятное лицо с высоким выпуклым лбом, закинутыми назад светлыми волосами и большими, выразительными, умными глазами. Глаза эти загорались особенным блеском, когда философ о чём-нибудь спорил или рассказывал свои страшные истории; по словам Е. Н. Трубецкого, они обладали силой какого-то доброго и ласкового гипноза.
В слабом, немощном теле философа жила, однако, большая и добрая душа. Лев Михайлович искренне любил людей, умел входить в их нужды, разделять их горести и радости. Будучи верующим христианином, он стремился воплотить в своей жизни евангельский идеал, деятельно помогая попавшим в беду и нуждающимся людям. По утверждению младшего брата, не было случая, чтобы Лев Михайлович отказал кому-либо в духовной или материальной помощи. К нему нередко обращались за советом и поддержкой, и он всегда находил для страждущего нужные слова. Требовательный к самому себе, Лопатин был снисходителен к окружающим, ни на кого не держал зла и легко прощал обиды. Ему были органически чужды гордость, самомнение, честолюбие и зависть. Кроткий и мягкий от природы, он был неспособен причинить зло или обидеть другого человека. По воспоминаниям М. К. Морозовой, преподавая в гимназии, Лопатин всем ученикам ставил пятёрки, а если кто-то не отвечал урока, сердился и угрожал поставить четвёрку или спросить в следующий раз. Лев Михайлович легко сходился с людьми и находил с ними общий язык, независимо от их возраста и общественного положения. Особенно легко ему удавалось ладить с детьми, которым он охотно делал подарки и которые его очень любили.
Жил философ очень скромно. Всю обстановку его маленькой комнаты составляли кровать, два стола и несколько стульев. Электричества Лопатины не завели, и философ до конца жизни работал при керосиновой лампе. Здесь, на столе, заваленном книгами, на клочке бумаги, карандашом, он писал мелким почерком свои сочинения. По свидетельству брата, Лопатин был убеждённым аскетом: на своё тело он смотрел как на тяготу и обузу, страшился зависимости духа от тела и всячески боролся против телесных оков. От жизненной обстановки он требовал того немногого, что избавляло его от телесного угнетения и давало ощущение независимости от материальных условий. На всё остальное он смотрел как на излишество, которого всячески избегал и которым тяготился. К женщинам он относился по-рыцарски, со многими из них состоял в задушевной дружбе, но связывать себя узами брака не хотел, боясь лишиться привычной свободы и независимости.

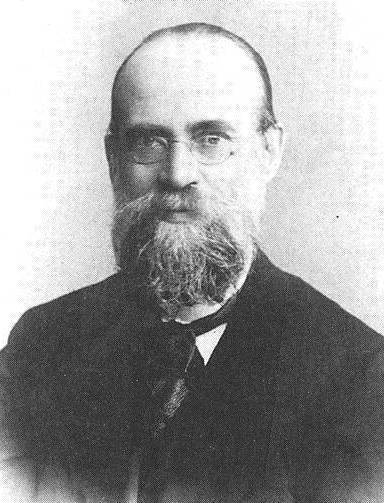
Лев Лопатин, XX век

Как учёный Лопатин отличался крайней самостоятельностью мышления. В философии он не был ничьим учеником. Он не примкнул ни к какой философской школе, не взирал на авторитеты и последовательно развивал своё собственное самобытное мировоззрение. Лопатин был одним из немногих русских мыслителей, оставшихся вне всякого влияния Канта. Он считал кантианство тупиковой ветвью философии и предпочитал опираться на мыслителей докантовской эпохи, из-за чего получал упрёки в «философской отсталости». Будучи проницательным критиком, он оценивал всякое учение по его внутренней силе и непротиворечивости и отвергал всё то, что не отвечало этим критериям. Мягкий и уступчивый по природе, он становился догматичен и нетерпим, когда речь заходила о философских вопросах, и нередко ожесточённо спорил, доказывая свою правоту. Собственное мышление Лопатина отличалось исключительной ясностью. Ему были свойственны стремление к точным формулировкам и простоте изложения. Всякому человеку, не сведущему в философии, он умел доступным языком объяснить самые трудные философские понятия. Готовя свои статьи, он зачитывал их секретарю редакции Н. П. Корелиной, и если той было что-то непонятно, переписывал работу по несколько раз, пока не добивался полной ясности. Сочинения Лопатина отличаются крайней продуманностью. По свидетельству П. С. Попова, философ подолгу вынашивал свои мысли, облекал их в чёткие формулировки и запоминал наизусть, и лишь после этого садился и записывал на бумагу. Даже готовясь к дискуссии, он заранее обдумывал и записывал свои аргументы, намечая возможные ответы противника и свои возражения на них. Это делало его неуязвимым спорщиком.
Особый интерес для характеристики Лопатина представляют его страшные рассказы. Рассказы эти пользовались большой популярностью, особенно среди молодёжи, и Льва Михайловича часто специально приглашали на ужин, чтобы послушать его истории. Рассказывал он их мастерски, выразительно играя глазами и интонацией голоса, так что всем присутствующим становилось жутко и многие после этого боялись пройти тёмной комнатой. Особенностью этих историй было то, что все они содержали в себе мистический элемент; обычный их сюжет состоял в явлении души умершего. Рассказы эти были тесным образом связаны с коренным убеждением Лопатина — убеждением в бессмертии человеческой личности. Сила их художественного воздействия определялась той верой в их реальность, которая передаётся от рассказчика слушателю: личность не умирает, она живёт за гробом, а при случае и «пошаливает», если не нашла себе успокоения, — вот основной мотив лопатинских рассказов. Лопатин был убеждённым мистиком, верил в общение живых и умерших и во всём реальном усматривал мистический смысл. Он серьёзно относился к спиритизму и дорожил результатами своего проникновения в спиритическую область, хотя никогда не распространялся об этом публично. Область реальная и область мистическая были для него двумя сторонами одной действительности, и это убеждение наложило отпечаток на его философию.

## Учение

### Общий характер учения

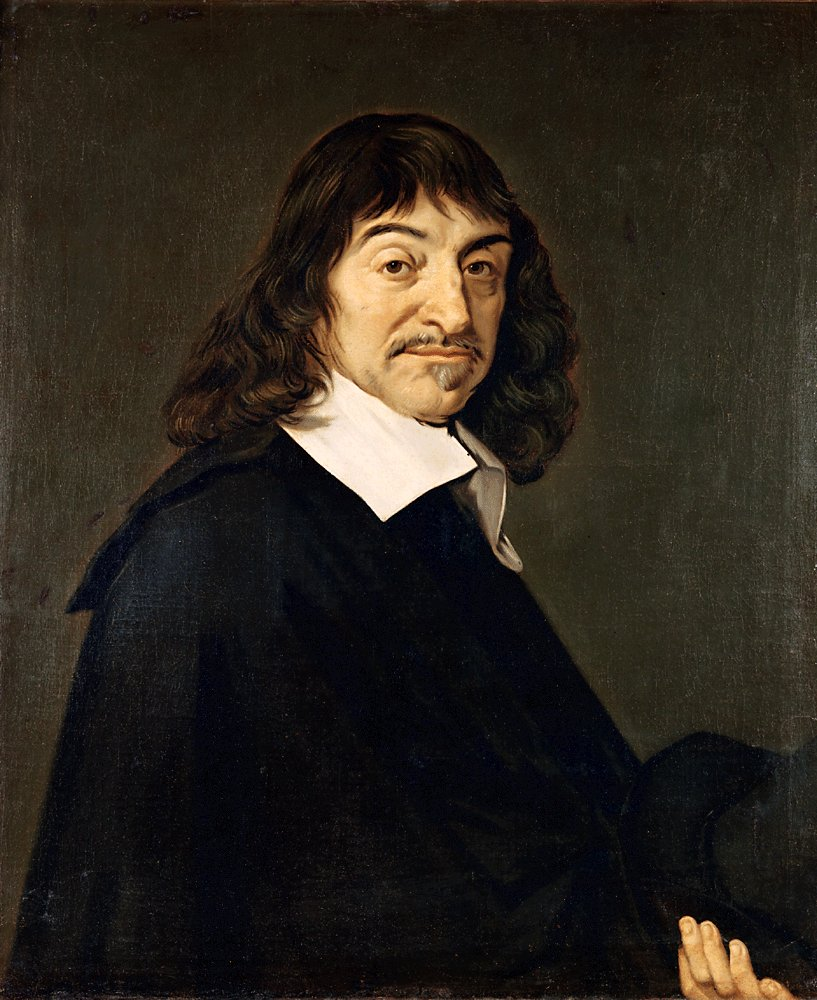
Р. Декарт

По своим философским взглядам Лопатин принадлежал к тому направлению, которое именуется спиритуализмом или метафизическим персонализмом. Сущность этого учения состоит в том, что в нём за основную, первичную сущность принимается дух (лат. spiritus) или личность (лат. persona). Этим он отличается как от материализма, видящего сущность вещей в материи, так и от платоновского идеализма, полагающего начало вещей в абстрактных идеях. Основателем данного направления традиционно считается Рене Декарт, хотя корни его уходят ещё в античную философию. Крупнейшими представителями спиритуализма после Декарта были Г. В. Лейбниц, Дж. Беркли и Мен де Биран. Термин «спиритуализм» впервые применил к своему учению последователь Мен де Бирана, французский философ В. Кузен. В Германии спиритуалистические идеи развивали последователи Лейбница И. Ф. Гербарт, Р. Г. Лотце, И. Г. Фихте-младший и Г. Тейхмюллер. Последний, назвавший своё учение «персонализмом», преподавал в Юрьевском университете, где создал особую школу последователей; сторонниками его идей были русские философы А. А. Козлов, Е. А. Бобров, С. А. Аскольдов и Н. О. Лосский. Оригинальный вариант лейбницианской монадологии развивали также старшие коллеги Лопатина по Психологическому обществу Н. В. Бугаев и П. Е. Астафьев.

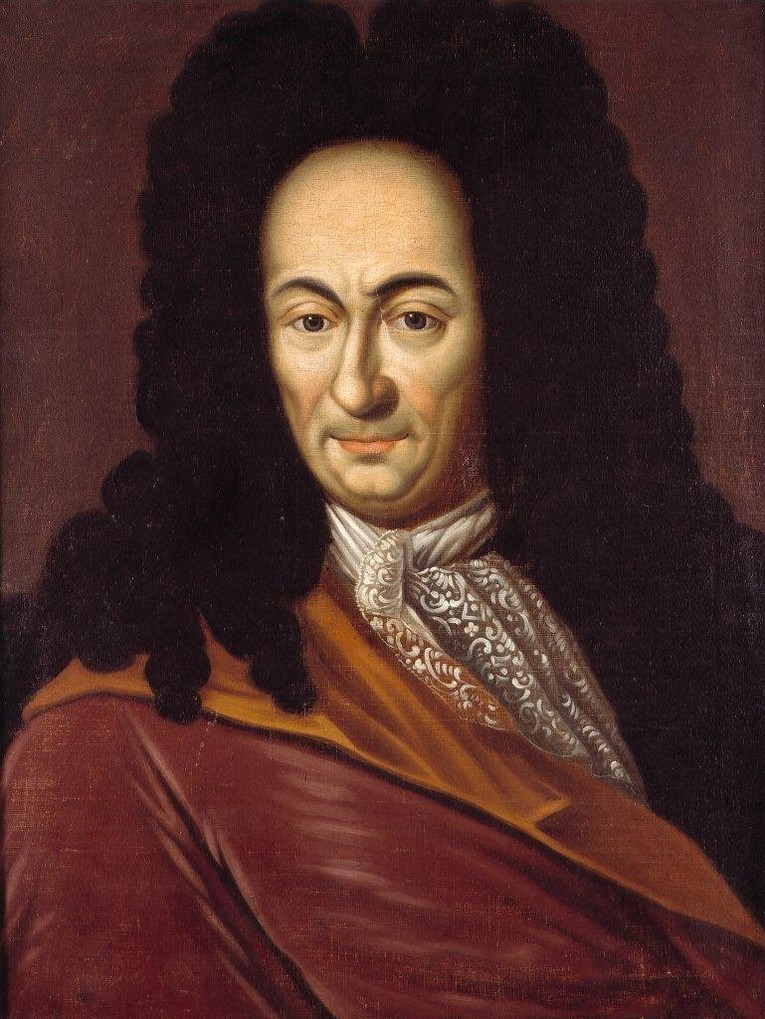
Г. В. Лейбниц

Из мыслителей, оказавших влияние на Лопатина, чаще всего называют Декарта и Лейбница, огромное значение идей которых подчёркивал сам философ. Однако встречающееся в литературе определение Лопатина как «русского лейбницианца» неверно; Лейбниц был лишь одним из многих мыслителей, повлиявших на формирование его идей. Значительным было также влияние Беркли, чей «Трактат о принципах человеческого знания» стал первой философской книгой, прочитанной Лопатиным, и Мен де Бирана, идеи которого легли в основу лопатинской психологии. Некоторые исследователи отмечают также влияние идей И. Г. Фихте, А. Шопенгауэра и Лотце. Особо следует отметить влияние раннего Владимира Соловьёва, который в молодые годы придерживался спиритуалистических идей. Его метафизика, изложенная в «Чтениях о Богочеловечестве», представляла собой оригинальное развитие монадологии Лейбница. Однако в последующем Соловьёв отошёл от лейбницианства и нередко выступал с критикой лопатинского спиритуализма с позиций своей «метафизики Всеединства». В целом исследователи отмечают большую самостоятельность Лопатина в разработке философских идей и оригинальность его учения, не позволяющие причислить его к ученикам какого-либо другого мыслителя. Спиритуализм Лопатина стал одним из первых творений самобытной русской философии.
Сам философ называл своё учение конкретным спиритуализмом, противопоставляя его абстрактному учению Гегеля о Мировом духе. Дух в учении Лопатина — это не абстрактная идея, а живая, действенная, сущая до всякого воплощения в жизни природы и человечества сила. Основные положения лопатинского спиритуализма: самодостоверность внутреннего опыта; субстанциональное единство сознания; тождество личности; творческая активность человеческого духа; свобода воли; творческая причинность как универсальный закон действительности; принцип соотносительности явлений и субстанций; внутренняя духовность всего сущего; существование Бога и нравственного миропорядка; бессмертие души. В работе «Неотложные задачи современной мысли» философ так сформулировал сущность своего учения: 

«Вся действительность — и в нас, и вне нас — в своём внутреннем существе духовна; во всех явлениях кругом нас реализуются духовные, идеальные силы, они только закрыты от нас формами нашего внешнего чувственного восприятия их; напротив, в нашей душе, в непосредственных переживаниях и актах нашего внутреннего Я, в его свойствах и определениях, нам открывается настоящая реальность, уже ничем не прикрытая. И то, что в этой реальности есть основного и от неё неотделимого ни при каких условиях, то должно быть основным и во всякой другой реальности, если только в мире есть внутреннее единство и если он не слагается из элементов, друг друга отрицающих».— Лопатин Л. М. Неотложные задачи современной мысли // Вопросы философии и психологии. — М., 1917. — Кн. 136. — С. 1—80.

### Основные работы

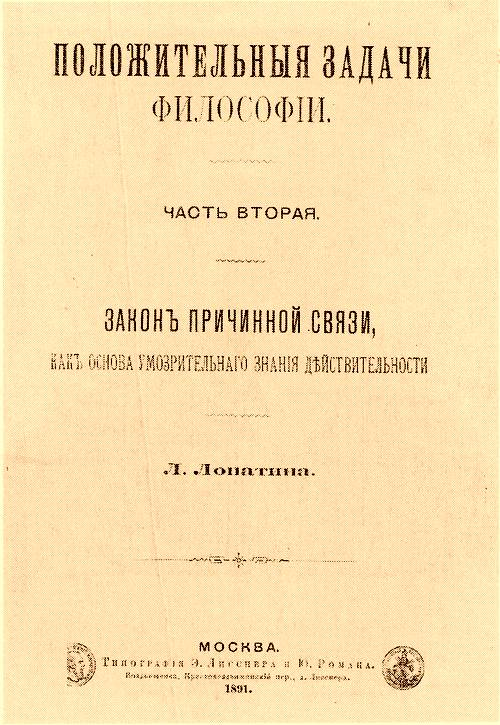
«Положительные задачи философии», часть 2, 1892 г.

Главным трудом, излагавшим философское учение Лопатина, явилась двухтомная монография «Положительные задачи философии». По определению автора, монография была посвящена обоснованию необходимости и возможности метафизики; само название труда указывало на наличие у философии положительных задач, то есть метафизического познания. В первой части монографии философ подвергал критике эмпирическую теорию познания и доказывал необходимость метафизики как особой науки; во второй он излагал свою теорию творческой причинности и давал краткий набросок системы спиритуалистической метафизики. «Положительные задачи философии» явились своего рода программой, в русле которой развивалось дальнейшее творчество мыслителя. Последующие статьи Лопатина в «Вопросах философии и психологии» были посвящены разъяснению, развитию и углублению ключевых идей «Положительных задач». Именно здесь, в этих статьях, философское дарование Лопатина раскрылось с полной силой.
Все статьи Лопатина распадаются на пять циклов, посвящённых соответственно психологии, метафизике, этике, анализу философских учений прошлого и критике новейших философских течений. Наибольшее значение имеет цикл статей по вопросам психологии, лёгших в основу курса «Введение в психологию». Из них следует особо выделить статьи: «Явление и сущность в жизни сознания», «Понятие о душе по данным внутреннего опыта», «Спиритуализм как психологическая гипотеза», «Вопрос о реальном единстве сознания» и «Метод самонаблюдения в психологии». По мнению профессора В. В. Зеньковского, «Лопатина можно назвать — без преувеличения — самым выдающимся русским психологом; его статьи по общим и частным вопросам психологии сохраняют доныне своё высокое значение».
Немалое значение имеет также цикл статей по вопросам теории познания и метафизики, поводом к написанию которых стала полемика с профессором В. И. Вернадским. В цикл вошли статьи: «Научное мировоззрение и философия», «Аксиомы философии», «Типические системы философии» и «Спиритуализм как монистическая система философии». Завершающей работой цикла стала статья «Неотложные задачи современной мысли», содержащая в кратком виде изложение основных идей мыслителя. Из работ этического содержания следует отметить статьи «Критика эмпирических начал нравственности», «Теоретические основы сознательной нравственной жизни» и две статьи о свободе воли, приложенные ко второму тому «Положительных задач». Значительный интерес представляют также историко-философские и критические статьи мыслителя и его трёхтомный курс по истории философии. По словам С. Л. Франка, написанным в 1930 году, «работы Лопатина должны быть без оговорок причислены к лучшим и высшим достижениям философской мысли последнего полувека».

### Из Брокгауза и Ефрона
Во всех своих работах Лопатин энергично настаивает на необходимости умозрительного начала во всяком цельном миросозерцании. Эмпирический принцип, раскрытый до конца, не опирающийся на умозрение, приводит к неизбежному отрицанию знания и скептицизму. Нельзя искать основ для выработки миросозерцания и в одной только вере, так как, отказываясь от умозрения в принципе, она постоянно исходит из него в действительности. Умозрительная философия есть знание действительных вещей в их началах и конечном назначении. Для возможности метафизических построений вопрос о законе причинности должен иметь решающее значение. Этот закон, именно в том коренном значении, которое он имеет для всякой непосредственной деятельности разума, то есть как требование производящей, или творческой, причинности, получает действительное удовлетворение только в спиритуалистическом миросозерцании.
Обзор умозрительных понятий о действительности приводит, таким образом, Лопатина к системе конкретного спиритуализма или к психологической метафизике. Предполагая для явлений духа субстанцию, свойства которой существенно отличны от того, что непосредственно дано в этих явлениях, то есть субстанцию трансцендентную, мы создаем понятие бесплодное и противоречивое. Если же, отбросив всякую субстанцию, мы начинаем смотреть на душевную жизнь как на чистую последовательность абсолютных состояний (точка зрения «феноменизма»), мы получаем такое представление о душе, которое глубоко расходится с её самыми основными признаками и распадается в неисцелимых внутренних противоречиях.
Выход отсюда один: субстанция души не трансцендентна, а имманентна своим явлениям, то есть она открывает или проявляет себя и свою природу в наших душевных состояниях. Явления духа должны быть не только показателями, но и прямой реализацией его существа.
Исходя из понятия о душе как производящей причине, Лопатин пытается защищать принцип свободы воли на психологической почве (умеренный индетерминизм). В вопросе о сущности мирового порядка Лопатин примыкает к Лейбницевой монадологии, что сближает его с представителями Московской философско-математической школы.

## Памятные адреса
- Москва, Гагаринский переулок, 15

## Сочинения
Книги
- Положительные задачи философии. Часть I. Область умозрительных вопросов. — М., 1886. — 2-е изд.: М.: Типо-литография И. Н. Кушнеров и К°, 1911. — 462 с.
- Положительные задачи философии. Часть II. Закон причинной связи, как основа умозрительного знания действительности. — М.: Типография Э. Месснера и Ю. Романа, 1891. — 392 с.
- Философские характеристики и речи. — М.: «Путь», 1911. — 396 с.
- Лекции по истории новой философии. Вып. I. Кант и его ближайшие последователи. — Прага, Берлин, 1923.

Литографированные издания
- История древней философии. Лекции, читанные на Высших Женских Курсах в 1884—85 г. — М., 1885.
- История древней философии. Лекции, читанные в Императорском Московском Университете в 1895—96 г. — М.: Литография Общества распространения полезных книг, 1896. — 350 с.
- История древней философии. Лекции, читанные в Императорском Московском Университете в 1897—98 г. — М.: Литография Общества распространения полезных книг, 1898. — 422 с.
- История древней философии. Лекции, читанные в Императорском Московском Университете в 1900—1901 г. — М.: Литография Рихтера, 1901. — 407 с.
- Психология. Лекции ординарного профессора Л. М. Лопатина. 1901—1902 ак. год. — М.: Литография Рихтера, 1902. — 349 с.
- Курс психологии. Лекции, читанные на историко-филологическом факультете Императорского московского университета и на Высших женских курсах в 1903—1904 ак. году. — М.: Типо-литография Ю. Венер, 1903. — 230 с.
- История новой философии. Лекции, читанные на историко-филологическом факультете Императорского московского университета. — М.: Литография Рихтера, 1902. — 448 с.

Оттиски статей
- Вопрос о свободе воли. — М.: Типография А. Гатцука, 1889. — 100 с.
- Николай Яковлевич Грот. — М., 1900.
- Князь С. Н. Трубецкой и его общее философское миросозерцание. — М.: Типо-литография т-ва И. Н. Кушнерев и К°, 1906. — 103 с.
- Физик-идеалист (памяти Н. И. Шишкина). — М.: Типо-литография т-ва И. Н. Кушнерев и К°, 1908. — 113 с.
- Настоящее и будущее философии. — М.: Типо-литография т-ва И. Н. Кушнерев и К°, 1910. — 45 с.
- Неотложные задачи современной мысли. — М.: Печатня А. И. Снегиревой, 1917. — 83 с.

Статьи
- Опытное знание и философия // Русская мысль. — М., 1881. — № 5. — С. 201—260. — № 8. — С. 202—219.
- Вера и знание // Русская мысль. — М., 1883. — № 9. — С. 127—168.
- Нравственное учение Шопенгауэра // Труды Московского Психологического Общества. — М., 1888. — Вып I.
- Вопрос о свободе воли // Труды Московского Психологического Общества. — М., 1889. — Вып III.
- Положение этической задачи в современной философии // Вопросы философии и психологии. — М., 1890. — Кн. 2. — С. 61—72.
- Критика эмпирических начал нравственности // Вопросы философии и психологии. — М., 1890. — Кн. 3. — С. 64—104.
- Нравственное учение Канта // Вопросы философии и психологии. — М., 1890. — Кн. 4. — С. 65—82.
- Теоретические основы сознательной нравственной жизни // Вопросы философии и психологии. — М., 1890. — Кн. 5. — С. 34—83.
- Сергей Андреевич Юрьев как мыслитель // Сборник в память С. А. Юрьева, изданный друзьями покойного. — М., 1891.
- К вопросу о математических истинах (Ответ Н. А. Иванцову) // Вопросы философии и психологии. — 1892. — Кн. 14. — С. 55—70.
- Больная искренность (Заметка по поводу статьи В. Преображенского «Фридрих Ницше») // Вопросы философии и психологии. — М., 1893. — Кн. 16. — С. 109—114.
- К вопросу о миросозерцании блаженного Августина // Вопросы философии и психологии. — М., 1893. — Кн. 18. — С. 26—40.
- Подвижные ассоциации представлений // Вопросы философии и психологии. — М., 1893. — Кн. 19. — С. 1—53.
- Новый психофизиологический закон г. Введенского (Заметка по поводу его «Вторичного вызова на спор о законе одушевления») // Вопросы философии и психологии. — М., 1893. — Кн. 19 — С. 60—81.
- Параллелистическая теория душевной жизни // Вопросы философии и психологии. — М., 1895. — Кн. 28. — С. 358—389.
- Явление и сущность в жизни сознания // Вопросы философии и психологии. — М., 1895. — Кн. 30. — С. 619—652.
- Понятие о душе по данным внутреннего опыта // Вопросы философии и психологии. — М., 1896. — Кн. 32. — С. 264—298.
- Декарт, как основатель нового философского и научного миросозерцания // Вопросы философии и психологии. — М., 1896. — Кн. 34. — С. 609—642.
- Спиритуализм, как психологическая гипотеза // Вопросы философии и психологии. — М., 1897. — Кн. 38. — С. 486—534.
- Николай Яковлевич Грот (23 мая 1899 г.) // Вопросы философии и психологии. — М., 1899. — Кн. 48. — С. IX—XX.
- Вопрос о реальном единстве сознания. Часть I // Вопросы философии и психологии. — М., 1899. — Кн. 49. — С. 600—623.
- Вопрос о реальном единстве сознания. Часть II // Вопросы философии и психологии. — М., 1899. — Кн. 50. — С. 861—880.
- Василий Петрович Преображенский (11 апреля 1900 г.) // Вопросы философии и психологии. — М., 1900. — Кн. 52. — С. VII—IX.
- Памяти С. С. Корсакова (Речь, произнесенная на могиле С. С. Корсакова 4 мая 1900 г.) // Вопросы философии и психологии. — М., 1900. — Кн. 53. — С. VIII—X.
- К вопросу о бессознательной душевной жизни // Вопросы философии и психологии. — М., 1900. — Кн. 54. — С. 741—757.
- Философское миросозерцание B. C. Соловьёва // Вопросы философии и психологии. — М., 1901. — Кн 56. — С. 45—91.
- Памяти А. А. Токарского // Вопросы философии и психологии. — М., 1901. — Кн. 59. — С. XII—XIV.
- Личность и миросозерцание С. С. Корсакова // Вопросы философии и психологии. — М., 1901. — Кн. 60. — С. XXXIX—XLIX.
- Метод самонаблюдения в психологии // Вопросы философии и психологии. — М., 1902. — Кн. 62. — С. 1031—1090.
- Научное мировоззрение и философия (По поводу статьи проф. В. И. Вернадского «О научном мировоззрении»). Часть I // Вопросы философии и психологии. — М., 1903. — Кн. 69. — С. 404—430.
- Научное мировоззрение и философия (По поводу статьи проф. В. И. Вернадского «О научном мировоззрении»). Часть II // Вопросы философии и психологии. — М., 1903. — Кн. 70. — С. 475—496.
- Научное мировоззрение и философия (По поводу статьи проф. В. И. Вернадского «О научном мировоззрении»). Часть III // Вопросы философии и психологии. — М., 1903. — Кн. 71. — С. 84—128.
- Философское мировоззрение Н. В. Бугаева // Вопросы философии и психологии. — М., 1903. — Кн. 72. — С. 172—195.
- Учение Канта о познании // Вопросы философии и психологии. — М., 1904. — Кн. 76. — С. 1—19.
- Памяти князя С. Н. Трубецкого // Вопросы философии и психологии. — М., 1905. — Кн. 79. — С. I—VI.
- Аксиомы философии (Научное мировоззрение и философия) // Вопросы философии и психологии. — М., 1905. — Кн. 80. — С. 335—352.
- Князь С. Н. Трубецкой и его общее философское миросозерцание // Вопросы философии и психологии. — М., 1906. — Кн. 81. — С. 29—129.
- Типические системы философии (Научное мировоззрение и философия) // Вопросы философии и психологии. — М., 1906. — Кн. 83. — С. 262—293.
- Обзор книги: Н. Д. Виноградов. Философия Давида Юма. Ч. I. Теоретическая философия Д. Юма. Москва, 1996 // Вопросы философии и психологии. — М., 1906. — Кн. 83. — С. 251—260.
- Новая теория познания (По поводу книги Н. О. Лосского «Обоснование интуитивизма». СПб., 1906) // Вопросы философии и психологии. — М., 1907. — Кн. 87. — С. 185—205.
- Физик-идеалист (памяти Н. И. Шишкина). Часть I // Вопросы философии и психологии. — М., 1907. — Кн. 89. — С. 324—366.
- Физик-идеалист (памяти Н. И. Шишкина). Часть II // Вопросы философии и психологии. — М., 1908. — Кн. 90. — С. 492—527.
- Физик-идеалист (памяти Н. И. Шишкина). Часть III // Вопросы философии и психологии. — М., 1908. — Кн. 92. — С. 186—218.
- Обзор книги: А. Д. Гуляев. Этическое учение в «Мыслях» Паскаля // Вопросы философии и психологии. — М., 1907. — Кн. 89. — С. 545—551.
- Философские взгляды В. Я. Цингера // Вопросы философии и психологии. — М., 1908. — Кн. 93. — С. 219—227.
- Личность и взгляды Л. И. Поливанова // Сборник памяти Л. И. Поливанова (к 10-летию его кончины). — М., 1909.
- Настоящее и будущее философии // Вопросы философии и психологии. — М., 1910. — Кн. 103. — С. 263—305.
- Памяти Вл. С. Соловьёва // Вопросы философии и психологии. — М., 1910. — Кн. 105. — С 625—636.
- Две ответных речи Л. М. Лопатина // Вопросы философии и психологии. — М., 1912. — Кн. 111. — С. 185—189, 209—211.
- Обзор книги: Н. Д. Виноградов. Философия Давида Юма. Часть II. Этика Давида Юма, в связи с важнейшими направлениями британской морали XVII—XVIII вв. Москва, 1911 // Вопросы философии и психологии. — М., 1912. — Кн. 113. — С. 517—520.
- Спиритуализм, как монистическая система философии // Вопросы философии и психологии. — М., 1912. — Кн. 115. — С. 435—471.
- Монизм и плюрализм // Вопросы философии и психологии. — М., 1913. — Кн. 116. — С. 68—92.
- Вл. С. Соловьёв и князь Е. Н. Трубецкой. Часть I // Вопросы философии и психологии. — М., 1913. — Кн. 119. — С. 339—374.
- Вл. С. Соловьёв и князь Е. Н. Трубецкой. Часть II // Вопросы философии и психологии. — М., 1913. — Кн. 120. — С. 375—419.
- Вл. С. Соловьёв и князь Е. Н. Трубецкой. Часть III // Вопросы философии и психологии. — М., 1914. — Кн. 123. — С. 477—526.
- По поводу новой книги С. А. Алексеева (Аскольдова) «Мысль и Действительность» // Вопросы философии и психологии. — М., 1914. — Кн. 125. — С. 519—531.
- По поводу сочинения В. Ф. Эрна «Розмини и его теория знания. Исследование по истории итальянской философии XIX столетия» // Вопросы философии и психологии. — М., 1915. — Кн. 127. — С. 268—282.
- Современное значение философских идей князя С. Н. Трубецкого // Вопросы философии и психологии. — М., 1916. — Кн. 131. — С. 1—39.
- Неотложные задачи современной мысли // Вопросы философии и психологии. — М., 1917. — Кн. 136. — С. 1—80.
- Странное завершение забытого спора // Вопросы философии и психологии. — М., 1917. — Кн. 137—138. — С. 174—177.